# فرودگاه شهرستان سنت کلیر
فرودگاه شهرستان سنت کلیر (به انگلیسی: St. Clair County Airport) یک فرودگاه همگانی بهره‌برداری هوایی با کد یاتا PLR است که یک باند فرود آسفالت دارد و طول باند آن ۱۵۲۴ متر است. این فرودگاه در کشور ایالات متحده آمریکا قرار دارد و در ارتفاع ۱۴۸ متری از سطح دریا واقع شده است.